# Adelio Márquez
Adelio Márquez, n. 24 de marzo de 1924, f. 18 de marzo de 2010, fue un atleta de Argentina.
Representó primeramente al Club Atlético San Lorenzo de Almagro y posteriormente al Club Atlético River Plate.
Integrante del Equipo Nacional de Atletismo en diversos Torneos y Campeonatos Internacionales.
Se consagró en tres oportunidades campeón argentino del hectómetro (entre 1943 y 1946), otras dos veces en 200 (en 1943 y 1944) y siete veces logró la posta corta (entre 1942 y 1950).
Campeón Sudamericano de 100 y 200 m llanos y posta 4 x 100 m en 1943, Subcampeón en 1945.
Tercero en el Campeonato Panamericano 1951.
Primero en el Ranking Mundial de 100 y 200 m llanos en 1944, segundo en 1943 y tercero en 1945.
Récord Sudamericano de 50 m llanos en pista cubierta 5.7 s (1944).
Entrenador del Equipo de Atletismo del Club Atlético River Plate y Preparador Físico del Equipo de Rugby del Hindú Club durante la década de 1960, de la Asociación Argentina de Árbitros de Futbol durante la década de 1970, y de los Árbitros de la FIFA durante el Mundial de Fútbol 78.
Trofeo "Barón Pierre de Coubertin" a la trayectoria atlética en 1990. 
Sus Récords:
100 metros. Igualó tres veces el récord sudamericano con 10.4 (6-11-43, 2-12-44 y 1-12-45, siempre en Buenos Aires)
200 metros. Con 21.3 (19-12.43 en Buenos Aires) fijó el récord nacional, que igualó al año siguiente (22-10.44).
Adelio Márquez también tiene la marca nacional de las 100 yardas con 9s.6 (11-6-44)
En 50 m en pista cubierta Récord Sudamericano con 5.7 (5-8-1944)
Actuación en Campeonatos Nacionales:
Totalizó 12 medallas de oro, 5 de plata y 1 de bronce, entre 1942 y 1950.
1942: subcampeón en 100, tercero en 200 y campeón en posta 4×100
1943: campeón en 100 (10.2w, Record Mundial no homologado por viento), 200 (21.5) y posta 4×100
1944: campeón en 100 (10.4), 200 (21.7) y posta 4×100
1945: subcampeón en 100 (10.4) y campeón en posta 4×100
1946: campeón en 100 (10.6) y posta 4×100
1949: subcampeón en 100 (10.9), 4° en 200 (22.5) y campeón en posta 4×100
1950: subcampeón en 100 (10.8) y 200 (22.1), campeón en posta 4×100
Actuación Internacional:
1943, Campeonato Sudamericano en Santiago de Chile: campeón en 100 (10.8) y posta 4×100, 3° en 200 (22.3)
1945, Campeonato  Sudamericano en Montevideo: 3.º en 100 (10.7), 2.º en 200 (21.4) y posta 4×100 (42.0)
1946, Sudamericano Extra en Santiago de Chile: 4.º en 100 (11.0), 3.º en 200 (22.1) y campeón en 4×100
1947, Campeonato Sudamericano en Río de Janeiro: 4.º en 100 (11.5) y campeón en 4×100
1949, Campeonato Sudamericano en Lima: 2.º en 4×100 (42.3)
1951, Juegos Panamericanos en Buenos Aires: semifinalista en 100 y 200, medalla de bronce en 4×100 (41.8)

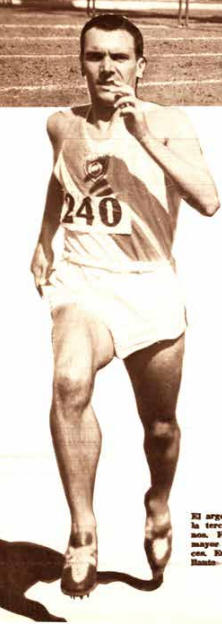
Adelio Márquez en 1951